# Xanthoparmelia baeomycesica
Xanthoparmelia baeomycesica är en lavart som beskrevs av Elix. Xanthoparmelia baeomycesica ingår i släktet Xanthoparmelia och familjen Parmeliaceae.   Inga underarter finns listade i Catalogue of Life.